# Факі-Бейглу
Факі-Бейглу (перс. فقی‌بیگلو) — село в Ірані, входить до складу дехестану Південний Назлуй у Центральному бахші шахрестану Урмія провінції Західний Азербайджан.